# Henry Brown (graveur)
Pour les articles homonymes, voir Brown et Henry Brown.
Henry Brown, né à York, Angleterre, Royaume-Uni, le 3 avril 1816 et mort à Borgerhout le 2 février 1870, est un graveur belge d'origine britannique.
Formé à Londres, puis à Paris, il s'établit définitivement en Belgique en 1841 afin d'enseigner la gravure à l'Académie royale des beaux-arts d'Anvers. Il obtient une médaille de vermeil au Salon de Bruxelles de 1845. Plus d'une centaine de ses œuvres sont conservées au Rijksmuseum Amsterdam.

## Biographie

### Famille
Henry Brown, né à York en Angleterre, le 3 avril 1816, est le fils de Richard Brown, professeur de langues, et de Sarah Ruler. Son frère aîné William Brown (1814-1877) est également graveur. Henry Brown épouse en premières noces, à Bruxelles le 28 mai 1839, Flora Dewasme (1803-1849), dont il a deux fils. Flora Dewasme est la sœur d'Antoine Dewasme-Plétinckx (1797-1851), lithographe et éditeur. Veuf, Henry Brown épouse à Borgerhout le 18 février 1851 Petronella Mertens (1824), dont il a huit enfants.

### Formation
Henry Brown bénéficie du soutien de son père, homme érudit, qui l'autorise à se consacrer à sa passion, la gravure. À peine âgé de quatorze ans, le jeune Henry, qui avait une prédilection pour l'art de la gravure, commence à sculpter le métal et le bois, pour lesquels il avait fabriqué lui-même les outils nécessaires. Ses premiers essais portent la marque d'un talent indépendant et original. Confiné dans un cercle trop étroit dans sa ville natale, en 1833, il se rend à Londres pour poursuivre ses études. Mettant à profit les leçons des académies de dessin, il réalise des progrès si rapides qu'à l'âge de dix-sept ans, il parvient à gagner suffisamment d'argent pour subvenir à ses propres besoins. Il aide dans l'atelier d'un des graveurs sur bois les plus connus de la région à tailler des plaques publiées à Londres et à Paris. Deux ans plus tard, en 1835, Henry Brown s'installe à Paris, où il produit, sous son propre nom et avec le plus grand succès, des gravures sur bois de qualité.

### Carrière
En 1837, Henry Brown est nommé professeur à l'École royale de gravure de Bruxelles, institution créée l'année précédente et à laquelle il ajoute beaucoup de prestige. En 1839, il épouse Flora Dewasme, sœur du directeur de la société des beaux-arts de cette ville. C'est pendant son séjour à Bruxelles qu'il grave les belles planches de l'ouvrage El Maestro del Campo, dessinées par Nicaise de Keyser ; les tableaux de Xavier de Maistre, publiés par Wahlen, ainsi que les compositions de Jean-Baptiste Madou pour les Scènes de la vie des peintres.
En 1840, il est appelé à La Haye pour prendre la direction de l'école royale de gravure, fondée par le roi Guillaume Ier. En moins de deux ans, il forme plusieurs élèves qui exercent plus tard avec succès le métier. Pour la Société des Beaux-Arts de La Haye, il  réalise les planches de l'édition de L'Hivernage des Hollandais en Nouvelle-Zemble de Hendrik Tollens, d'après les dessins de J.-E.-J. van den Berg. À La Haye, Henry Brown reçoit une médaille honorifique pour les plaques qu'il a exposées.
Appelé comme professeur à l'Académie royale des beaux-arts d'Anvers, lors de la réorganisation de l'institution, en novembre 1841, Henry Brown s'établit définitivement en Belgique. L'écrivain Hendrik Conscience, également greffier de l'Académie, l'aide à recruter des élèves en publiant, en 1844, un article promouvant l'art de la gravure sur bois, dispensé par Henry Brown « que personne ne surpasse dans son domaine ». 
Il forme de nombreux élèves, comme Johannes van Hove, François Pannemaker, Willem Hendrik Stam, Edouard Vermorcken et Joseph Hemeleer surtout pendant les premières années qui suivent sa nomination. Plus tard, la gravure sur bois tombe en désuétude en raison de procédés nouveaux comme la photographie. Henry Brown n'ayant plus d'élèves est mis en disponibilité pour cause de suppression momentanée d'emploi par un Arrêté royal du 31 décembre 1861.
Au cours des dernières années de sa vie, en raison d'une santé devenue précaire, Henry Brown abandonne le métier de graveur pour se consacrer, cependant avec moins de succès, à la peinture et à la photographie.
Atteint par une douloureuse et pénible maladie, Henry Brown meurt, à l'âge de 53 ans, rue de la Couronne no 155 à Borgerhout, le 2 février 1870. Ses funérailles, en l'église de Berchem, ont lieu trois jours plus tard, en présence de Nicaise De Keyser, directeur de l'Académie d'Anvers qui prononce l'éloge du défunt, de quelques professeurs et étudiants de la même institution.

## Œuvre

### Caractéristiques

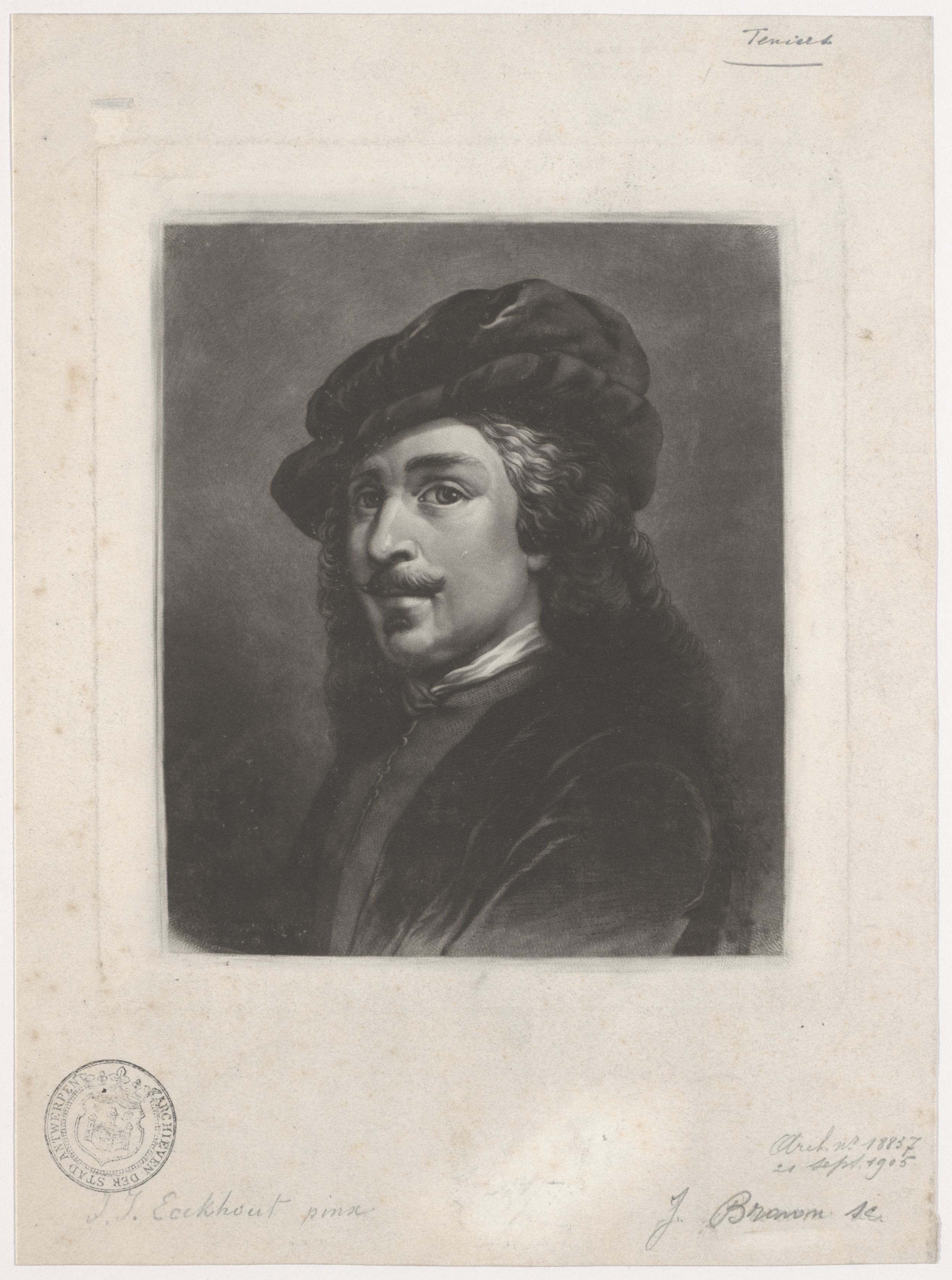
David Teniers le Jeune.

Henry Brown réalise des planches, d'après Rubens, van Dyck, Le Titien,…  En 1853, Henry Brown, Edward Dujardin et d'autres, entreprennent la publication de la revue De Vlaemsche School, dans le département d'art de la Guilde de Saint-Luc.
C'est dans cette revue que paraissent la plupart des dernières belles œuvres de Brown, comme les planches pour le Missale Romanum publiées à Malines par l'imprimerie Hanicq. Henry Brown grave aussi plusieurs portraits pour De Vlaemsche School, tels ceux de l'écrivain Dominique Cracco et des peintres Adam van Noort, David Teniers, Nicaise De Keyser, Aloïs Hunin… . Parmi ses portraits les plus réussis, figurent ceux du roi Léopold Ier, de la duchesse de Brabant et du tsar Pierre le Grand.
Au Salon de Bruxelles de 1848, le critique Louis Van Roy note que « les planches de M. Henry Brown sont taillées avec beaucoup de talent. Il n'a pas reculé devant les difficultés de tout genre que présente la reproduction de tableaux de Rubens et van Dyck. Ces travaux méritent d'être encouragés ».
La revue La Renaissance chronique des arts considère que les frères Henry et William Brown contribuent à assurer la qualité de la gravure sur bois en Belgique.

### Expositions

#### Belgique
- Salon de Gand (XVII) de 1838 : Un cadre de gravures sur bois[7].
- Salon de Bruxelles de 1839 : Un cadre de gravures sur bois[8].
- Salon de Bruxelles de 1842 : deux cadres de gravures sur bois[9].
- Salon d'Anvers de 1843 : Le Christ en croix, d'après Rubens (gravure sur bois)[10].
- Salon de Bruxelles de 1845 : Le Christ en croix d'après van Dyck (gravure sur bois) - médaille de vermail[11].
- Salon d'Anvers de 1846 : Le Christ en croix d'après van Dyck et L'annonciation d'après Rubens (gravures sur bois)[12].
- Salon de Gand (XX) de 1847 : Le Christ en croix d'après van Dyck, La Fête de la Toussaint, d'après Rubens et Portrait (gravures sur bois)[13].
- Salon de Bruxelles de 1848 : La Toussaint, d'après Rubens, Couronnement d'épines d'après van Dyck, L'Assomption de la Vierge d'après Rubens et La Pentecôte d'après Rubens (gravures sur bois)[14].
- Salon d'Anvers de 1849 : La Descente de croix, Le Couronnement de la Vierge et L'Adoration des mages (gravures sur bois)[15].

#### Pays-Bas
- Exposition des maîtres vivants à Amsterdam en 1840 : La Dégustation (gravure sur bois)[3].
- Exposition des maîtres vivants à Rotterdam en 1840 : La Dégustation (gravure sur bois)[3].
- Exposition des maîtres vivants à Amsterdam en 1844 : La Crucifixion d'après Rubens (gravure sur bois)[3].

### Galerie de gravures conservées au Rijksmuseum Amsterdam

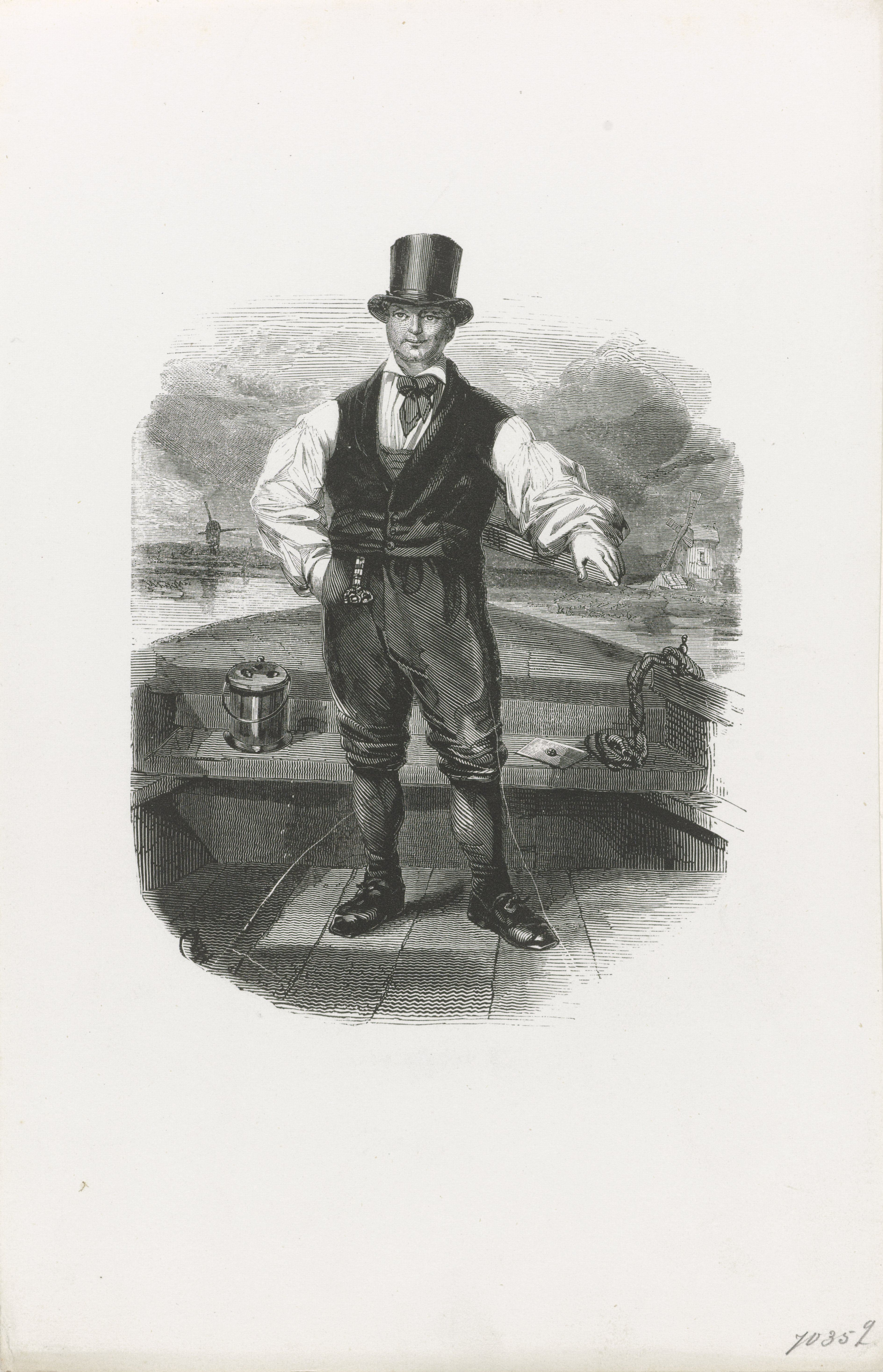
Le Passeur (1840-1841).
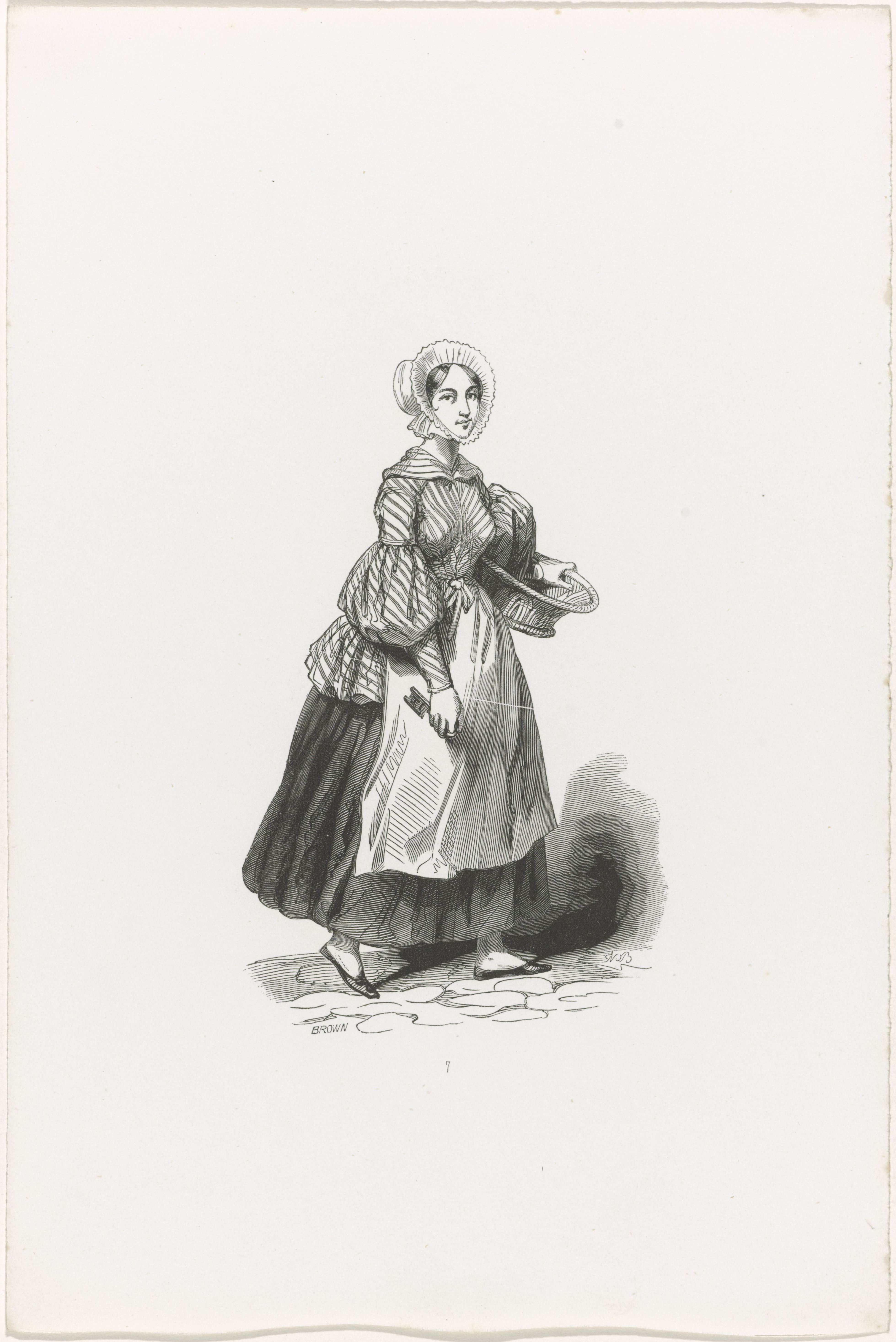
La Femme de ménage (1840-1841).
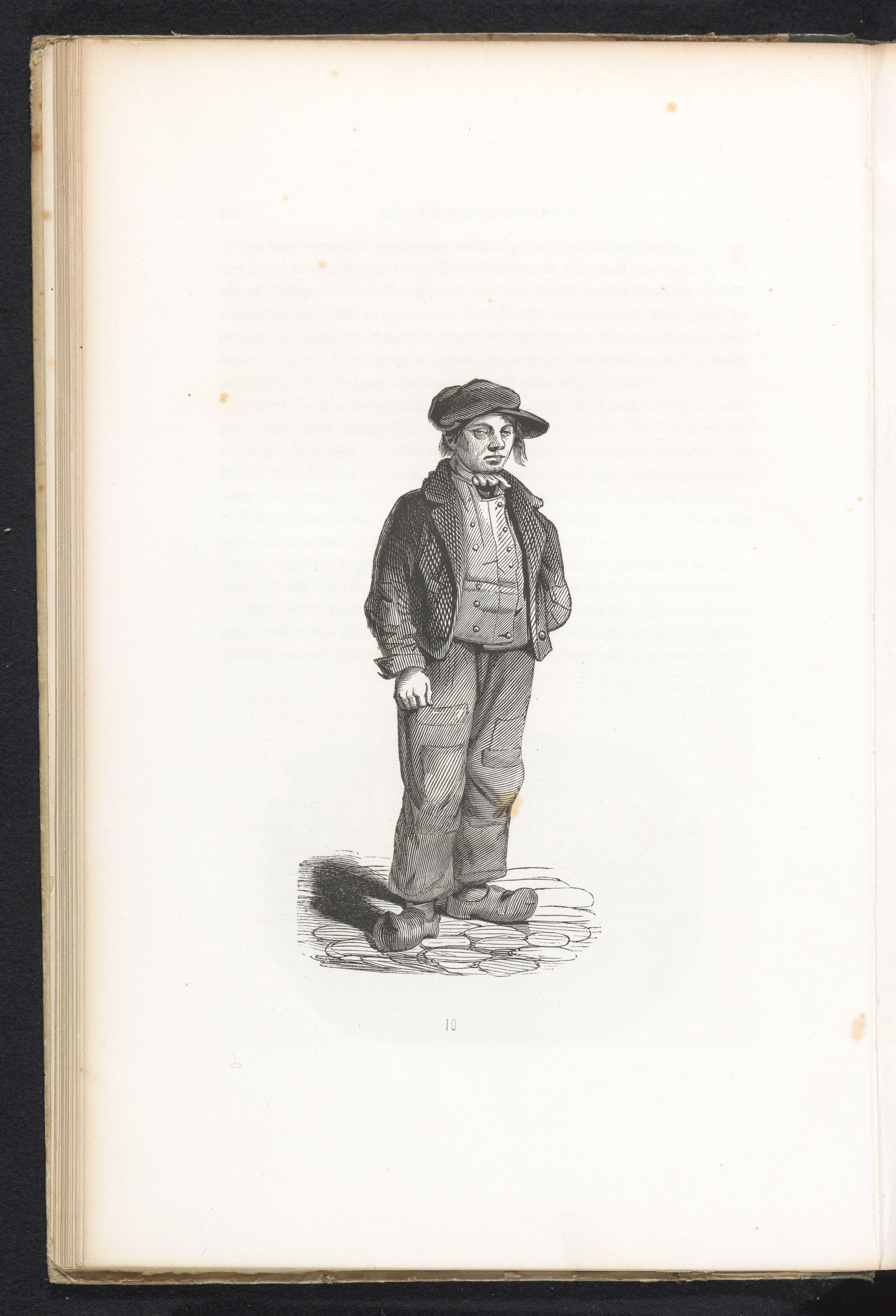
Le Gamin des rues (1840-1841).
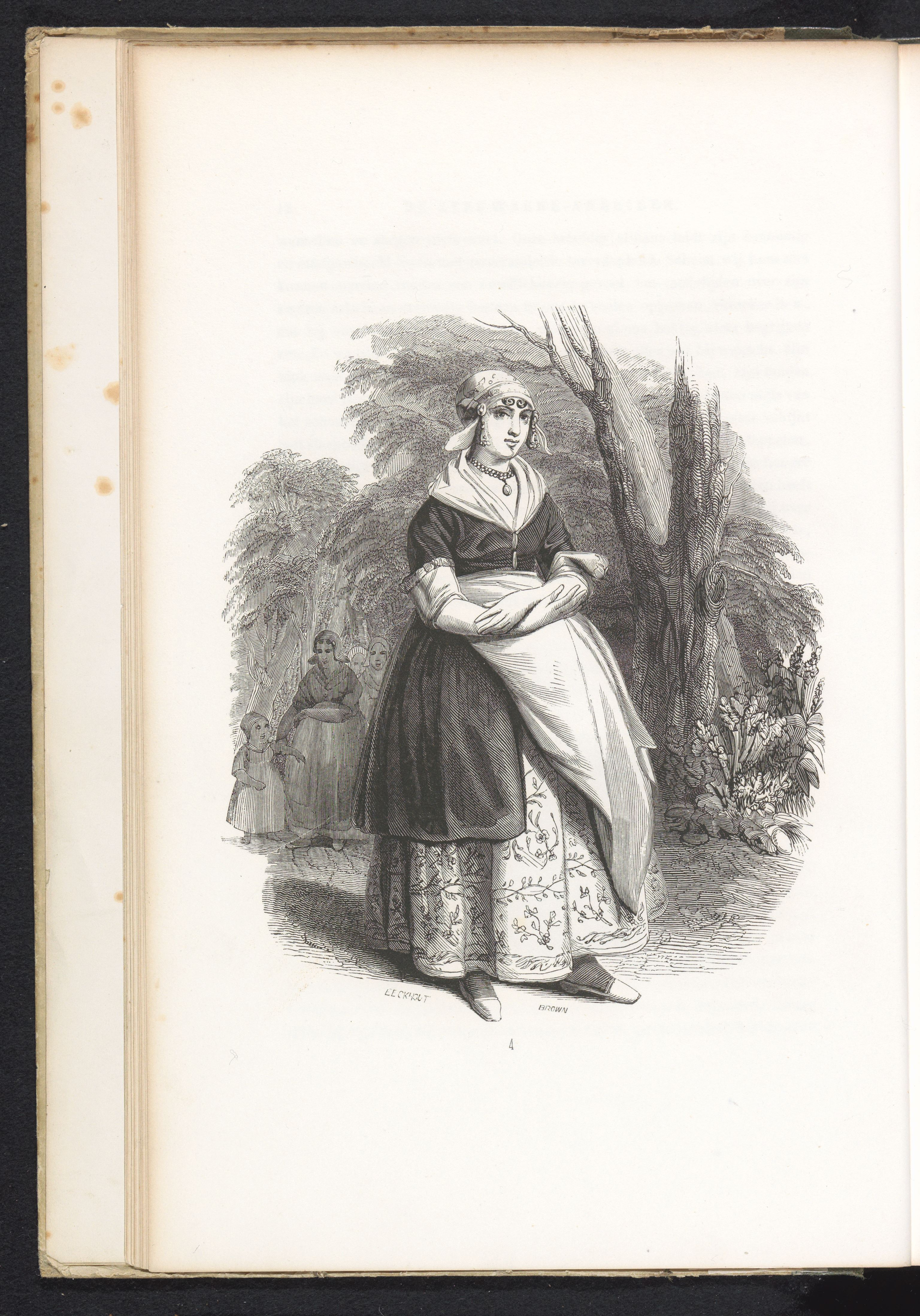
La Poissonnière de Schéveningue (1840-1841).
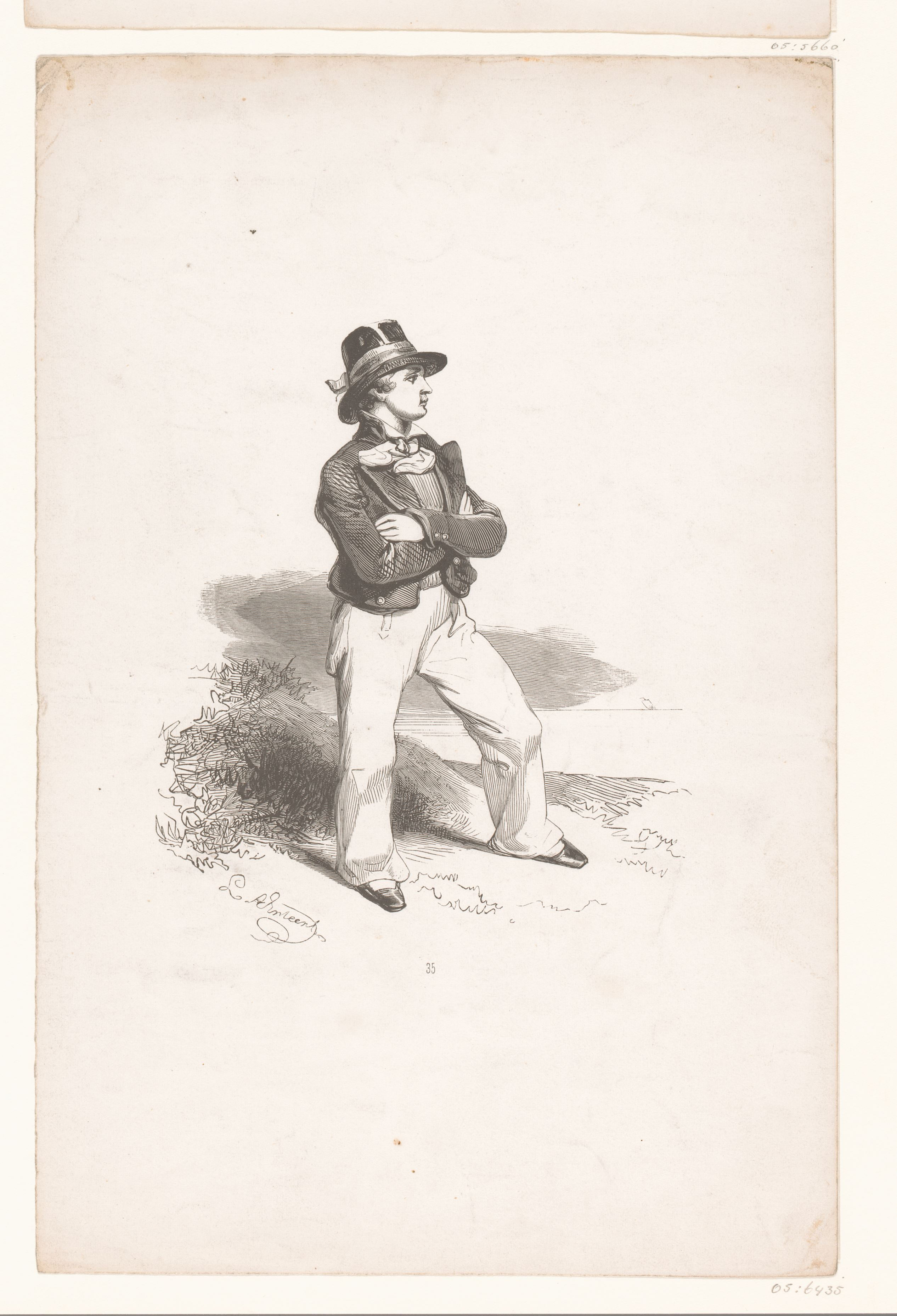
Étude d'homme (1841).

### Collection muséale
- Rijksmuseum Amsterdam : plus d'une centaine de gravures [16].